# Majális utca
A Majális utca (románul Str. Republicii) Kolozsvár belvárosában található; a Szent György tér (Piața Lucian Blaga) keleti, illetve a Jókai utca (Str. Napoca) nyugati sarkától indul déli irányba.

## Neve
A Majális név az 1830-as évektől kezdve jelent meg. Előzőleg az utca alsó részét (a Belső-Szén utcától a Petőfi utcáig Külső-Szén utcának, felső részét (a Petőfi utcától a Házsongárd tetőig) pedig Házsongárd utcának nevezték. Az alsó résznek még 1893-ban is külön neve volt.
Ferdinánd király 1919-es látogatása után, amikor is az utcában a 23. szám alatt, a körzeti katonai parancsnokságán lakott, az utca neve Regală (Királyi) lett. 1941-ben a második bécsi döntést követően visszakapta a Majális nevet. 1945-től az utca alsó része a Haller Károly (Ion Creangă) utcáig Maialului (Majális), a felső része Regală néven szerepelt. 1948-ban (a király trónfosztása 1947. december 30-án történt) a Republicii (Köztársaság) nevet kapta. 1990-ben Gheorghe Bilașcu fogorvosról nevezték el, de 1999-ben az utca lakói és a botanikus kert kérésére visszatértek a Republicii névhez.

## Története
A római korban a jelenlegi utca feltehetőleg a városfalon kívül helyezkedett el; területén az 1970-es években négy római kőkoporsót tártak fel. A középkori városfal délnyugati bástyája (Vargák bástyája, Bogdánffy-bástya) a Majális utca és a Petőfi utca sarkán elhelyezkedő épület udvarán található.
Az utca mai formájában kiépülése a 19. század végén, 20. század elején kezdett kialakulni, amikor a jómódú polgárok, egyetemi tanárok, ügyvédek, orvosok villákat építtettek maguknak. Ekkor azonban csak a jelenlegi Árnyas (Alexandru Borza) utcáig tartott a házsor, utána egy pihenőpad következett egy fa és néhány feleki gömbkő társaságában, és az út vízmosásszerűen folytatódott. Az Árnyas utca sarkán volt az 1872-ben megalakult Társadalom Egylet vagy Társadalom Teketársaság székhelye, egy vendéglő-klub és kuglipálya.
Az idők folyamán az utcában számos neves személyiség lakott, mint például Petelei István író, Dézsi Lajos irodalomtörténész, Ditrói Mór színigazgató, Erdélyi Pál, az Egyetemi Könyvtár igazgatója, Vályi Gábor egyetemi tanár, Haller Rezső, az ügyvédi kamara elnöke, Kuncz Aladár író,Janovics Jenő színigazgató, rendező, Tamási Áron író, Diamant Izsó nagyiparos, Szegő Júlia népdalgyűjtő, Györkös Mányi Albert festőművész. A két világháború között egy ideig a 16. számú épületben volt a Korunk szerkesztősége.
A 19. század végén épült a Pákey-villa, amelynek érdekessége abban áll, hogy építtetője, Pákey Lajos a lebontásra ítélt régi polgárházak ajtó- és ablakkereteit, faragványait beépíttette a villába. Halála után, 1930-ban az épületet az I. Ferdinánd Király Tudományegyetem vette meg, és neveléstani-lélektani intézetet létesített benne. A mellette álló Szádeczky-villát Szádeczky-Kardoss Lajos történész építtette, és kertjét ásatásokból és bontásból származó faragott köveket díszítette.
Az első világháború után épült az utca végén az egyetem csillagvizsgálója, amely 1970-ig működött ezen a helyen.
A 42. szám alatt található botanikus kert területének megvásárlását a Ferenc József Tudományegyetem füvészkertjét 1905-től vezető Richter Aladár intézte, de az utána következő igazgatók (Páter Béla és Győrffy István) az első világháború miatt nem tudták véghezvinni a Mikó-kert átköltöztetését az új helyre. Az új botanikus kert létrehozása végül is az első román igazgató, Alexandru Borza irányításával történt az 1920-as években, ezért a kert az ő nevét viseli.
A két világháború között a korábban a Wesselényi család tulajdonában álló 18. számú épületben működött a Charité szanatórium, amely élén Steiner Pál urológus sebész állt. A második világháború alatt és után vasutas kórházként működött tovább; az 1960-as években új épülettel bővítették.
A második világháború alatt a város három úgynevezett fokozott biztonságú óvóhelyének egyike a 12. szám alatt, a Farkas-palotában volt.
A 23. számú házban, amelyet a 19. század végén Groisz Béla szemorvos örökösei építettek, 1919 és 1940 között a román katonai körzetparancsnok, 1940 és 1944 között a Magyar Földmívelésügyi Minisztérium Erdélyi Földbirtokpolitikai Főosztályának székháza, az 1940-es évek végétől az 1950-es évek közepéig a Securitate székháza volt. Ezt követően a Pionírház költözött ide; 1990-től a neve Gyermekpalota.
A Haller Károly (Ion Creangă) utca sarkán 1917-ben létesült a gyermekkórház; ezt az 1960-as évek elején lebontották, és helyén épült a Rákkutató Intézet, amelyet 1965. július 3-án nyitottak meg. Szintén 1965-ben készült el a Babeș–Bolyai Tudományegyetem Biológiai Kutatóintézetének épülete a 48. szám alatt.
Az 1970-es években a csillagvizsgáló helyén számítástechnikai kutatóintézet létesült.
Györkös Mányi Albert műteremlakásában a festőművész 1993-ban bekövetkezett halála után emlékszoba és állandó kiállítás nyílt; ezen kívül számos EMKE-rendezvényt tartanak benne.

## Műemlékek
Az utcából az alábbi épületek szerepelnek a romániai műemlékek jegyzékében:
| Házszám | Kép | Megnevezés                                                     | Építés dátuma | Műemlék kódja    |
| ------- | --- | -------------------------------------------------------------- | ------------- | ---------------- |
| 3–7     |     | Városfal részletei                                             | 1406          | CJ-II-a-A-07242  |
| 7       |     | A városfal javításakor állított emléktábla Kolozsvár címerével | 1717          | CJ-III-m-B-07817 |
| 7       |     | Szentkereszthy-ház                                             | 20. század    | CJ-II-m-B-07453  |
| 37      |     | Pákey-villa (Tiron Albani lakóháza)                            | 1888 körül    | CJ-IV-m-B-07852  |
| 41      |     | Szádeczky-villa                                                | 20. század    | CJ-II-m-B-07454  |
| 42      |     | Botanikus kert                                                 | 1920          | CJ-II-a-B-07455  |
| 42      |     | Mihai Eminescu szobra                                          | 1930          | CJ-III-m-B-07818 |
| 68      |     | Roşca-ház                                                      | 1930          | CJ-II-m-B-07456  |